# Aeroporto Maria Mambo Café
O Aeroporto Maria Mambo Café, também conhecido como Aeroporto de Cabinda, é um aeroporto situado em Cabinda, em Angola.
A pista têm 2.600 metros de comprimento e 30 metros de largura, com o terminal tendo uma área de 19 mil metros quadrados, podendo acolher até 900 passageiros em horas de pico. Pode operar até mesmo com aviões do tipo Boeing-777 e 737.
Construído em 1951, inicialmente funcionava em uma pista precária até que foi transformado no Aeródromo de Manobra Nº 95, servindo ainda como aeródromo satélite da Base Aérea N.º 9, da Força Aérea Portuguesa, em Cabinda.
Homenageia a Maria Mambo Café, líder intelectual anticolonial e economista angolana, peça importantíssima nos Acordos do Alvor. Chegou a ser governadora da província de Cabinda.